# AnakreoN
AnakreoN je české vývojářské studio zabývající se tvorbou počítačových her. Vzniklo v roce 1997. Od roku 2004 studio nevydalo žádnou novou hru, ale stará se o dosud dokončené a vydané hry. Kromě Berušek tým vytvářel i textovou hru Karmín, která však nebyla dokončena.

## Hry
- 1999 - Berušky - logická hra vydaná jako freeware.
- 2004 - Berušky 2 - placené pokračování původních Berušek.